# Comité d'épuration de la race française
Le comité d'épuration de la race française (CERF) est un groupuscule d'extrême-droite de la période de l'Occupation. Le CERF, probablement créé en 1941, se proclame sans détour de doctrine « national et socialiste » . Son chef est Louis Deseutre-Poussin, ex-boxeur professionnel et ancien dirigeant des équipes sportives d'un autre groupuscule, la Croisade française du National-Socialisme. La devise du mouvement est « Travail-Discipline ». Ses membres, âgés de 21 à 40 ans, sont des sportifs chargés d'assurer la « sauvegarde du mouvement ».